# 971
971 (CMLXXI) fue un año común comenzado en domingo del calendario juliano, en vigor en aquella fecha.

## Acontecimientos
- El emperador bizantino Juan I Tzimisces derrota a la Rus.

## Nacimientos
- Abad Oliva, abad benedictino, Obispo y Conde de Berga y Ripoll.
- 2 de noviembre: Mahmud de Gazni, gobernante afgano.

## Fallecimientos
- Muhammad al-Jusaní, historiador andalusí.
- Obispo Ató de Vich, obispo de la diócesis de Vich.
- Culen de Escocia, rey de Escocia.
- Eraclio de Lieja, obispo de Lieja.
- Ordgar, Ealdorman de Devon
- Muhammad ibn Rumahis, marino liberto.
- Ziri Manad, jefe militar bereber sanhaya.